# Бурса (фильм, 1990)
«Бурса» — советский художественный фильм режиссёра Михаила Ведышева по мотивам повести Н. Г. Помяловского «Очерки бурсы». Снят в 1983 году под одноимённым названием как короткометражный дипломный проект, в 1991 доснят и вышел в прокат под названием «Бурса».

## Сюжет
Бурса — духовное учебное заведение и общежитие при нём, где учатся бурсаки — разновозрастные мальчики и молодые люди, главным образом из семей церковно- и священнослужителей. Начальство широко практиковало телесные наказания, поэтому почти за любую провинность бурсаков пороли — секли розгами. Но вот в бурсе появляется новый воспитатель — «чистенький дядечка», которому ученики дали прозвище «Крыса», а преподаватели — «Демократ»: он против розог, а вместо них кладёт начало самоуправлению, вводя должность цензора из числа учащихся для надзора за успеваемостью и поведением остальных учеников, отчего начинает разрушаться крепко спаянное товарищество бурсаков, противостоявшее начальству и наушничавших ему фискалам.

## Актёрский состав

### В главных ролях
- Ипсе, бурсак (от лат. Ipse — «Я сам, самолично»[7]) — Сергей Максачёв
- Митаха, бурсак — Геннадий Горячев
- Семёнов, бурсак — Михаил Шашков
- Батька, преподаватель Богослужебного Устава — Александр Краснов
- Крыса, новый воспитатель[3] — Анатолий Гуляев

### В ролях
Олег Жданов, Сергей Крылов (бурсак), Василий Кравцов (священник), Таисия Попенко (дочь — «закреплённая» невеста), Людмила Вычужанина (мать невесты, озвучивает Мария Скворцова), Иван Турченков, В. Баландин, А. Казаков, Г. С. Никишкин, Александр Чижов (бурсак по кличке Хорь), Владимир Виноградов (бурсак по кличке Азинус).

## Съёмочная группа
- Сценарий и постановка: Михаил Ведышев
- Операторы-постановщики: Гильермо Аркос, Денис Евстигнеев, Александр Масс (в 1983 г. — Епишин Андрей Геннадьевич с Аркосом и Массом[9])
- Художники-постановщики: Галина Анфилова, Валерий Иванов
- Звукооператор: Юрий Дмитриев
- Редактор: Елена Ольшанская
- Художник по костюмам: Лидия Коняхина
- Художник-гример: Юлия Лебедева
- Монтажер: Валентина Шатохина
- Кинооператоры: Владимир Окунев, Константин Нисский
- Комбинированные съёмки: оператор Анатолий Гарнич, художник Геннадий Климачёв
- Ассистенты режиссёра: Галина Коренева, Андрей Мелехин
- Директор: Геннадий Тюков

В фильме использована музыка С. Рахманинова. Субтитры: «Filmexport», 1990.

## Прокат
В 1992 году выпускница сценарного факультета ВГИКа и аспирантуры Анна Васильевна Назарова организовала прокатную фирму «Василиса» и стала её главой; в пакет «Василисы» вошёл, наряду с другими, и фильм Ведышева «Бурса».